# Pero Me Acuerdo de Ti
"Pero Me Acuerdo De Tí" (dịch ra tiếng Anh là "But I Remember You", tiếng Việt là "Nhưng em vẫn nhớ về anh") là đĩa đơn đầu tiên trích từ album tiếng Tây Ban Nha duy nhất Mi Reflejo của Christina Aguilera.